# Obrat (Benedikt)
Obrat je jednou ze 14 vesnic, které tvoří občinu Benedikt. V lednu 2017 žilo ve vesnici 84 obyvatel.

## Poloha, popis
Sídlo se rozkládá na jižním okraji občiny Benedikt v údolí podél potoka Drvanja. Nachází se ve střední části vrchoviny Slovenske Gorice. Nadmořská výška území je zhruba od 235 do 290 m a celková rozloha je 1,54 km².
Při severním okraji vesnice prochází silnice č.449, nazývaná Mariborská cesta.
Sousedními sídly jsou: na severu Benedikt, Sveti Trije Kralji v Slovenskih goricah a Trotkova, na východě Stara Gora a Osek, na jihu a jihozápadě Zgornje Verjane.